# Launaea massauensis
Launaea massauensis là một loài thực vật có hoa trong họ Cúc. Loài này được (Fresen.) Sch.Bip. ex Kuntze mô tả khoa học đầu tiên năm 1891.